# 鵜飼玉川
鵜飼 玉川（うかい ぎょくせん、1807年〈文化4年〉- 1887年〈明治20年〉5月12日）は、幕末・明治時代の写真家。本名は遠藤幾之助、又は三二（三次）。日本で最初の商業写真家とされている。

## 経歴
1807年（文化4年）常陸府中藩士遠藤三郎兵衛の第4子として生まれる。横浜でアメリカ人オリン・フリーマンに写真術を学び、江戸薬研堀で写真館「影真堂」をひらく。1861年（文久元年8月19日付け）の松平春嶽の江戸滞在中の記録に、玉川を呼んで横井小楠の肖像写真を撮影させたとある。文久元年の「大江戸当盛鼻競・初編」にも「写真・玉川三次」で登場している。上野彦馬と下岡蓮杖が写真館を開業したのは1862年（文久2年）であるから、一般に言われる長崎の上野彦馬の写真館よりも玉川の方が開業が早かったとも推測される。弟子に、明治天皇に写真を進講し、日本初の写真誌創刊にも関わった深澤要橘がいる。
1873年（明治5年）、正倉院宝物調査に参加、その後古美術鑑定の道をあゆんだ。晩年は東京谷中に自分が撮影した写真を埋め、写真塚を建てた。この写真塚は1956年（昭和31年）9月30日と2009年（平成21年）5月16日に調査されている。
1887年（明治20年）5月12日死去。享年81。